# Tachytrechus latitarsis
Tachytrechus latitarsis är en tvåvingeart som beskrevs av Becker 1922. Tachytrechus latitarsis ingår i släktet Tachytrechus och familjen styltflugor. Inga underarter finns listade i Catalogue of Life.